# Nasty (single van Janet Jackson)
Nasty is de tweede single van Janet Jacksons derde studioalbum, Control (1986). Uitgebracht in 1986 en in hetzelfde jaar bereikte het nummer de nummer 3-positie in de Billboard Hot 100 en nummer 1 in de Billboard Hot R&B/Hip Hop Songs en wordt beschouwd als een van Janets 'signature songs'. Paula Abdul, die een paar jaar later zelf een succesvol zangeres werd, kwam in de video voor als een van Janets vrienden. De zin "My first name ain't baby, it's Janet, Miss Jackson if you're nasty" werd in Amerika een 'anthem'. Het nummer won een American Music Award in 1987 en eindigde op de 30e plaats op de lijst "VH1 Best Songs of the Past 25 Years Top-100" voor de muziek uit de jaren 80.

## Achtergrond
Het lied was een autobiografisch moment waarin ze vertelt over mannen die haar probeerden te verleiden en handtastelijk waren. Janet vertelde in het tijdschrift Rolling Stone dat ze op een avond alleen op straat was op weg naar haar verblijfplaats. Ze werd gestalkt door een groepje mannen die haar erg intimideerden. Ze bood weerstand aan de mannen door zich verbaal te weren. De mannen schrokken hier enorm van en lieten haar met rust.

## Covers en gebruik in de media
- Nasty werd gebruikt in een tv-special waarin Disney-figuren meezongen met pophits.
- Zangeres Lisa Keith nam het op als openingslied voor de in 1990 uitgezonden dramaserie Nasty Boys; de tekst werd veranderd zodat het in de show paste.

## Live uitvoeringen
Jackson heeft dit nummer tijdens al haar tours, Rhythm Nation World Tour, janet. Tour, The Velvet Rope World Tour, All for You World Tour en Rock Withchu Tour, ten gehore gebracht. Tijdens de Grammy Awards in 1987 trad ze samen met Jimmy Jam & Terry Lewis en deed een medley van haar eerste single (What Have You Done For Me Lately) en Nasty. In 2006 deed ze opnieuw een medley maar dan met So Excited bij de The Ellen DeGeneres Show en The Oprah Winfrey Show. Bij de Billboard Music Awards van hetzelfde jaar deed ze een medley met The Pleasure Principle.

## Tracklist en formats
7"-single, VS, VK en Europa
- Side A:

1. "Nasty" (Edit of Remix) – 3:40

- Side B:

1. "You'll Never Find (A Love Like Mine)" – 4:08

12"-maxi-single; VS en Europa
Australische limited edition 12"-maxi-single
- Side A:

1. "Nasty" (Extended) – 6:00

- Side B:

1. "Nasty" (Instrumental) – 4:00
2. "Nasty" (A Cappella) – 2:55

12"-single, VS en Europa – Cool Summer Mix Parts I and II
- Side A:

1. "Nasty" (Cool Summer Mix Part I) – 7:57

- Side B:

1. "Nasty" (Cool Summer Mix Part II) – 10:09

12"-maxi-single, VK
- Side A:

1. "Nasty" (Extended) – 6:00

- Side B:

1. "Nasty" (Instrumental) – 4:00
2. "You'll Never Find (A Love Like Mine)" – 4:08

## Officiële versies/remixes
- Album Version – 4:03
- A Cappella – 2:55
- Cool Summer Mix Part I – 7:57
- Cool Summer Mix Part I Edit – 4:07
- Cool Summer Mix Part II – 10:09
- Design of a Decade International Edit – 3:44
- Edit of Remix – 3:40
- Extended – 6:00
- Instrumental – 4:00